# Ситний
Ситний (пол. Sitnej) — гірський потік в Україні, у Надвірнянському районі Івано-Франківської області (Галичина). Лівий доплив Зелениці (басейн Дністра).

## Опис
Довжина потоку приблизно 8,53 км, найкоротша відстань між витоком і гирлом — 7,46 км, коефіцієнт звивистості потоку — 1,14. Формується багатьма безіменними гірськими потоками. Потік розташований у Природному заповіднику Ґорґани.

## Розташування
Бере початок на північно-західних схилах гори Довбушанки (1754,6 м). Тече переважно на північний схід поміж горами Козя (1420,3 м) та Товста (1399,6 м) та у південно-східному присілку села Зелена впадає у річку Зеленицю, праву притоку Бистриці.

## Цікаві факти
- На правому березі потоку біля гирла розташований водоспад Кудринець.
- В Українських Карпатах на одному з найвищих місць для поселень розташоване село Зелена (після нього — Микуличин)[1].